# Néonazisme
Le néonazisme est l'ensemble d'idéologies et de mouvements se réclamant du national-socialisme historique. Considérant que le nazisme avait disparu en 1945, avec la mort d'Adolf Hitler et la chute du Troisième Reich, les politologues nommèrent ces idéologies « néonazisme ».
Les néonazis se caractérisent par un antisémitisme, un anticommunisme, un ultranationalisme, un antitziganisme, une homophobie, une transphobie, un racisme virulent, un suprémacisme racial et une haine des antifascistes.
Les néo-nazis affichent régulièrement des symboles nazis et expriment leur admiration pour Adolf Hitler et d'autres dirigeants nazis. Dans certains pays d'Europe et d'Amérique latine, les lois interdisent l'expression d'opinions pro-nazies. De nombreux symboles liés aux nazis sont interdits dans les pays européens (en particulier en Allemagne) dans le but de réduire le néonazisme.
Des organisations internationales fédérant des groupes néonazis de plusieurs pays sont apparues à diverses époques, comme le Nouvel ordre européen en 1951, ou la World Union of National Socialists en 1962.

## Description

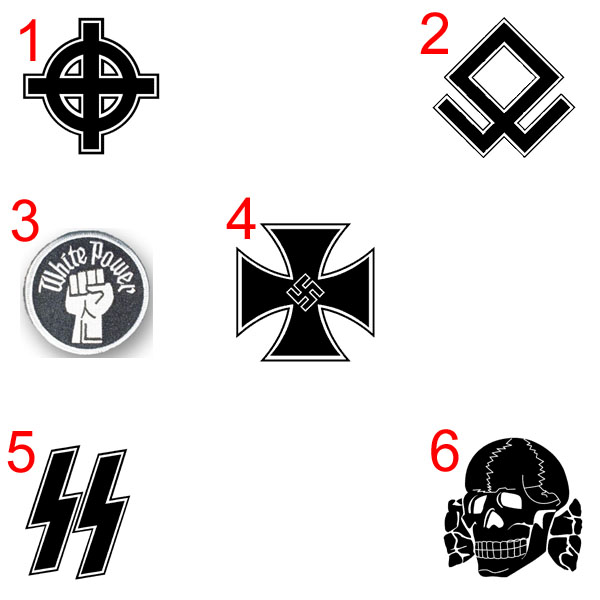
Symbolique néonazie et néofasciste : 1. Croix celtique ; 2. rune d'Odal ; 3. Poing ; 4. Croix de fer ; 5. Symbole de la SS ; 6. Totenkopf.

- le choix d'Adolf Hitler comme référent politique et l'adhésion à ses idées ;
- la politique à l'égard des étrangers : cela va de l'instauration d'une dictature à celui d'un esclavage pur et simple ;
- la politique à l'égard des victimes du IIIe Reich : certains courants sont indifférents, d'autres veulent « finir le travail ». D'autres encore nient que le régime hitlérien ait pratiqué une politique génocidaire et jugent par conséquent inopportun tout débat à ce sujet ;
- le mode opératoire : certaines organisations tolèrent, voire préconisent l'usage de la violence tandis que d'autres y sont farouchement opposées ;
- le choix de l'emblème employé, en l'occurrence un recyclage d'emblèmes runiques ou celtiques, faisant référence au patrimoine culturel européen, et des emblèmes nazis d'époque ;
- certains reconnaissent les crimes nazis de la Seconde Guerre mondiale et se réclament d'un « national-socialisme sans les camps ».

Les autres symboles sont la croix gammée, le 88, le 14, le 311 (qui fait référence au Ku Klux Klan), le 18 (1 comme la première lettre de l'alphabet A, et 8 comme la 8e, H : Adolf Hitler).
Actuellement, le néonazisme est présent un peu partout dans le monde :
- durant l'été 2004, au cours d'un match du championnat d'Europe de football opposant l'Allemagne aux Pays-Bas, des supporters allemands ont brandi le Reichskriegsflagge, un drapeau de la Seconde Guerre mondiale interdit en Allemagne. Tout au long du match, une minorité de supporters allemands s’est fait remarquer par des chants homophobes destinés aux Néerlandais[2] ;
- sur Internet, existent des forums où des personnes se disant « aryennes » expriment leurs opinions racistes et néonazies. Très organisée, cette communauté aborde tous les sujets (idéologies, religions, politiques intérieures et extérieures de divers pays, environnement, législations, histoire, musiques, distractions, etc.).

Il importe de distinguer dans le néonazisme deux courants ne se fréquentant guère. L'un se veut essentiellement politique, l'autre constitue bien davantage une attitude générale de refus, volontairement provocateur, de certains aspects de la société actuelle. Dans un commentaire de son roman Rêve de fer, l'écrivain Norman Spinrad mentionna cette deuxième mouvance, parlant de ceux « qui sont néonazis en 1995 pour la même raison qu'ils auraient été punks en 1980 » et marqueraient selon lui « davantage d'intérêt pour les décorations flamboyantes que pour la politique et l'économie ».[réf. nécessaire]

## Europe

### Allemagne
D'après l'office fédéral de protection de la constitution (Verfassungsschutz, service de renseignements allemand), le nombre de militants en 2010 est estimé à environ 5 600 (contre 2 200 en 2000) et le nombre de sympathisants à 25 000. En 2020 « On compte 24 000 sympathisants néonazis en Allemagne, 11 000 à 13000 sont des militants et un bon millier sont organisés » selon l’association Exit Deutschland.
Si en Allemagne de l'Ouest, un travail de mémoire sur les résurgences du nazisme a été réalisé, cela n'a pas été le cas à l'Est. En effet, note le professeur d'histoire à l'université d'Iéna Axel Dossmann : « ce phénomène était totalement occulté. Pour l'État-SED [le parti communiste est-allemand], il était impossible d'admettre l'existence de néonazis, puisque le fondement de la RDA était d'être un État antifasciste. La Stasi les surveillait, mais elle les considérait comme des marginaux ou des brutes épaisses. Ces jeunes ont grandi en entendant un double discours. À l'école, il était interdit de parler du IIIe Reich et, chez eux, leurs grands-parents racontaient comment, grâce à Hitler, on avait eu les premières autoroutes ». Le 17 octobre 1987, une trentaine de skinheads se jettent violemment dans une foule de 2 000 personnes lors d'un concert de rock à la Zionskirche sans que la police intervienne.
Les meurtres du NSU, jugés à Munich depuis 2013, ont suscité une vive émotion en Allemagne et au-delà des frontières nationales.
Dès la fin de la Seconde Guerre mondiale, des groupuscules clandestins néonazis émergent, notamment en Allemagne de l'Ouest, ce qui conduira les Alliés à mener l'opération Selection Board en 1947.

### Belgique
Un réseau néonazi, Bloed-Bodem-Eer en Trouw (en français « Sang, terre, honneur et fidélité »), mouvement dissident issu du Blood and Honour en Flandre, a été démantelé en septembre 2006. Selon Le Soir, il « projetait des attentats » afin de « déstabiliser » le pays, et l’enquête était en cours depuis 2004. Dix-sept personnes ont été arrêtées dans le cadre de la loi antiterroriste de décembre 2003, la loi sur les armes, et celles sur le racisme, la xénophobie et le négationnisme. Parmi celles-ci figurent onze militaires (un candidat officier, un sous-officier, huit soldats parmi lesquels le chef du réseau, « B.T. », militaire au régiment « Libération » à Bourg-Léopold, une ville garnison proche de la frontière néerlandaise).
André Flahaut, le ministre de la Défense, a salué le « rôle moteur » du service de renseignement militaire dans cette affaire. Pour Manuel Abramowicz, auteur de plusieurs ouvrages sur l'extrême droite en Belgique et dirigeant du réseau de surveillance de l’extrême droite, les « ultras » de la droite radicale ont toujours eu pour objectif « d'infiltrer les rouages de l'État », dont l'armée dans les années 1970 et 1980, via les mouvements Westland New Post (WNP) et Front de la jeunesse.
Cinq casernes ont été perquisitionnées (une à Bruxelles, quatre en Flandre), ainsi que dix-huit habitations privées du nord du pays. Une bombe artisanale « assez forte pour faire exploser une voiture » a été saisie selon la police, ainsi que des armes à feu, des détonateurs, une « grande quantité » de munitions, de la propagande néonazie et des explosifs. Le principal suspect, B.T., organisait également des exercices paramilitaires, des week-ends de survie et des exercices de tirs, qui étaient pour certains organisés sur des terrains de l'armée à l'insu des autorités. Il avait aussi développé un commerce d’armes avec quelques complices. De plus, B.T. développait des contacts internationaux, notamment avec le groupe d'extrême droite néerlandais « De Nationale Alliantie ». Selon l'AFP, « la mise au jour, à un mois des élections municipales, d'un complot fomenté au sein de l'armée belge par un groupe de néonazis flamands a stupéfié de nombreux Belges et provoqué l'ire de l'extrême droite flamande, qui crie à la manipulation préélectorale,,, ».

### Croatie
Blood & Honour a une branche en Croatie nommée Krv i Čast. Sur son site Internet, le groupe déclare avoir l'intention« de propager l'idée révolutionnaire de national-socialisme sans compromis. Aussi, l'intention de division d'honneur et de sang serbe est de motiver tous les disciples NS aux activités radicales et pas seulement à l'observation passive ou au fait d'écouter la musique ». Depuis 2001, cette organisation a organisé plusieurs concerts commémorant la naissance d'Adolf Hitler.

### France
Au lendemain de la Seconde Guerre mondiale des vétérans SS Marc Augier et René Binet, étaient actifs en France et impliqués dans le Mouvement social européen (1951-1958) et plus tard Nouvel ordre européen, fondé en 1951 par un groupe dissident plus radical du MSE, aux côtés de groupes similaires de toute l'Europe. Le groupe des vétérans SS [Jean-François Thiriart] Europe avait aussi un important contingent français.
Les organisations néonazies sont interdites dans la Cinquième République française, mais un grand nombre d’entre elles existent encore.
Le néonazisme s'est identifié en France à l'activité de certaines personnes, comme René Binet, responsable français du Nouvel ordre européen, et de divers groupes très minoritaires. Certains groupes néonazis français ont attiré l'attention du public, comme la Fédération d'action nationale et européenne (FANE), puis le Parti nationaliste français et européen (PNFE). La FANE a été dissoute dans les années 1980 et le PNFE a disparu au cours des années 1990 ; depuis, les néonazis français ne possèdent plus de structure propre.
En février 2009, le webmestre présumé du site Phénix - MNSF a été interpellé dans le Nord-Pas-de-Calais ; le site a été suspendu dans la foulée.
En octobre 2009, une soirée néonazie est organisée à Chozeau, en Isère. Alors que le maire ignorait qu'il s'agissait d'un groupuscule néonazi, 150 partisans s'y étaient réunis.
En 2008, un site internet francophone du nom de Aime et Sers et proche du National Socialist Movement américain fait son apparition. Son fondateur est arrêté en 2009.
Le Comité du 9-Mai, un groupe néonazi, organise une manifestation à Paris depuis une trentaine d'années. La manifestation de 2025 compte plus d'un millier de personnes venant de toute l'Europe.

### Hongrie
La Hongrie a connu un mouvement d’obédience nazi au cours des années 1930. Après l'interdiction du Parti des Croix fléchées et la chute du communisme en 1991, des groupuscules d'extrême-droite ont émergé. La sphère néonazie et révisionniste hongroise est en recomposition permanente, au gré des alliances politiques des grandes formations de la droite dure du pays, tel que le Jobbik. Des groupes néonazis se réclamant de l'Hungarisme, de l'ultranationalisme, avec un discours irrédentiste, antisémite et ouvertement négationniste se sont constitués depuis le milieu des années 1990. Ceux ayant eu le plus d'écho médiatique national et international sont le Mouvement Pax Hungarica, le Front national hongrois, le Parti de l'intérêt hongrois.

### Russie
Depuis 2014, le groupe de mercenaires Wagner fondé et dirigé, entre autres, par le néonazi Dmitri Outkine intervient sur de nombreux théâtres d'opérations. Elle est connue pour sa commission de crimes de guerre, assassinats (dont ceux de journalistes, de civils, etc), actes de torture et autres exactions,. Le Groupe Wagner est proche de Vladimir Poutine et est financé et dirigé par l'oligarque russe Evgueni Prigojine jusqu'à sa mort en 2023.

### Suisse
En 2007, au mois d'août à Genève, des militaires ont arrêté 8 néonazis en train d'agresser trois individus d'origine africaine,. À Saint-Gall, en octobre 2016, un festival musical de groupes néonazis a eu lieu de manière légale et a rassemblé plus de 5 000 personnes,,.

### Ukraine
Une organisation de néonazis en Ukraine se nomme S14 et ces néonazis sont accusés de l'attaque des camps de Roms.
La brigade Azov est une unité militaire ukrainienne participant aux combats dans la guerre russo-ukrainienne. De nombreux membres fondateurs sont des néonazis et la brigade utilise des symboles néonazis.

## Amérique

### Brésil
La mouvance néonazie est en plein essor au Brésil depuis le milieu des années 2010. Le nombre de groupes se réclamant de cette idéologie aurait bondi de 75 à 530 dans le pays entre 2015 et 2021. Quelque 500 000 Brésiliens seraient consommateurs de produits liés au IIIe Reich (éditions de Mein Kampf, bustes de Hitler, brassards, drapeaux…).

### Canada
En 2023, un membre du groupe Division Atomwaffen est arrêté au Canada pour activité terroriste.

### États-Unis

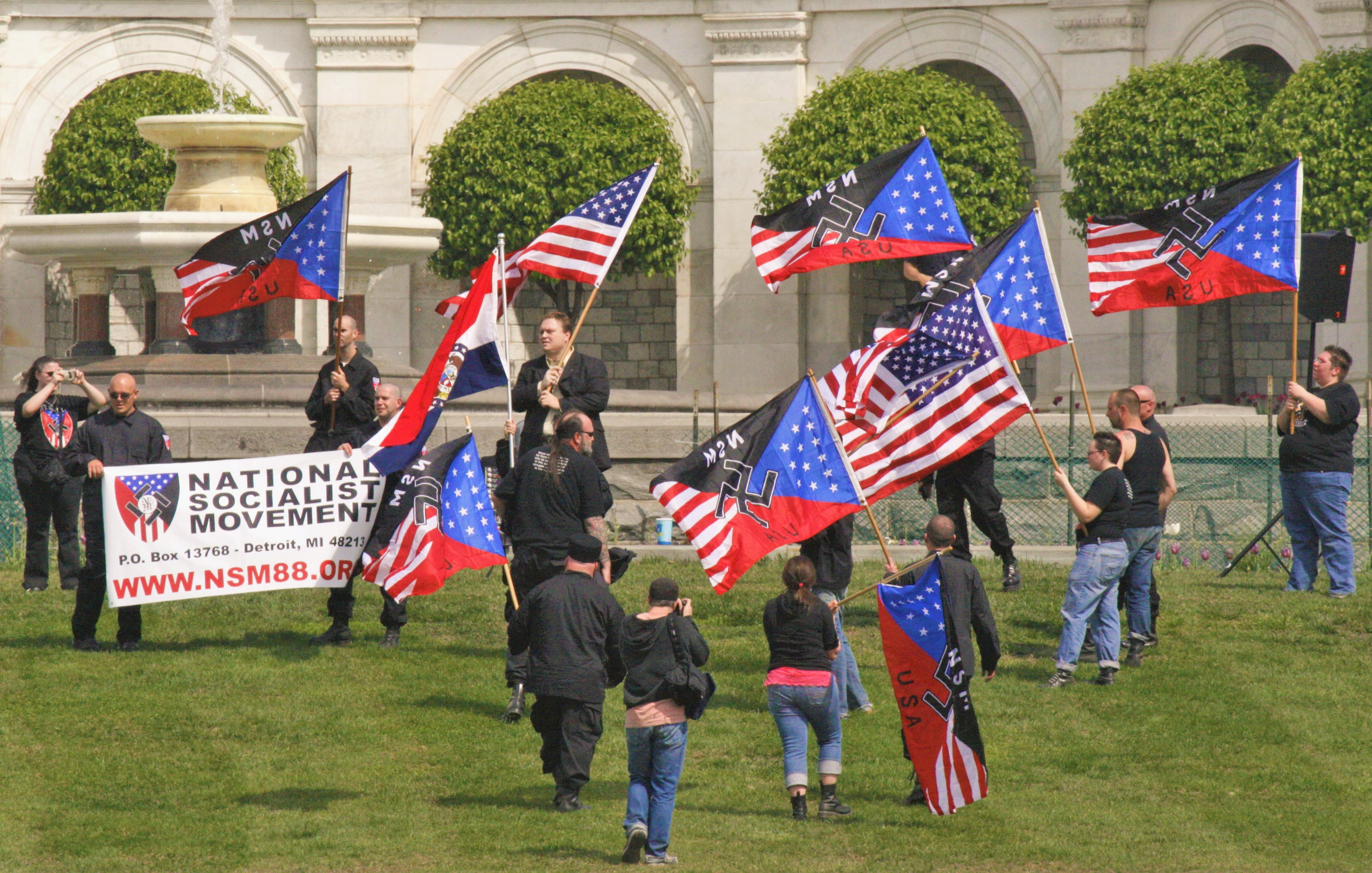
Un rassemblement du National Socialist Movement devant le Capitole.

En 1959, George Lincoln Rockwell fonde le Parti nazi américain. Le parti milite surtout dans les années 1960 contre le mouvement des droits civiques dirigé par Martin Luther King et devient connu grâce à ses manifestations publiques. Rockwell croit que l'intégration est un complot dirigé par les communistes juifs pour infiltrer et détruire l'Amérique blanche.
En 1967, il est assassiné par un ancien membre du parti. Matt Koehl prend le commandement du parti nazi américain. Beaucoup dans le parti n'approuvent pas ses politiques comme William Luther Pierce, qui fonde l'Alliance nationale ou Frank Collin, qui fonde le National Socialist Party of America (en) (NSPA).
Le NSPA devient connu par sa tentative en 1978 de marcher sur Skokie, dans l'Illinois où 40 % des habitants sont juifs et une partie d'entre eux des survivants de l'Holocauste.
Le 3 novembre 1979 des membres du Ku Klux Klan et du parti nazi américain s'engagent dans des combats violents avec des communistes, tuant cinq militants. Cette tuerie est appelée plus tard la Tuerie de Greensboro.
Aux États-Unis, on trouve également le site Internet Stormfront qui se rapproche d'un mouvement néonazi « traditionnel » : haine des Juifs et des non-blancs ainsi que des communistes. Existent aussi Aryan Nations et de nombreuses branches du Blood and Honour et Combat 18,.

## Asie

### Israël
En mai 2006, des croix gammées et le nom de Hitler sont peints sur les murs de la grande synagogue de Petah Tikva.
Une cellule néonazie est démantelée en août 2007 à Petah Tikva. Les 8 jeunes citoyens israéliens âgés de 16 à 21 ans appartenaient tous à des familles originaires de l'ancienne URSS et étaient arrivés en Israël par le biais d'une loi permettant aux personnes d'origine juive d'acquérir la nationalité israélienne sur la Loi du retour.
D'autres cas d'agressions à caractère antisémite, ou des vandalismes néonazis sont rapportés.

### Japon
Au Japon, il existe un parti néonazi : le Parti national-socialiste des travailleurs japonais.
Il existe aussi un groupe similaire à Blood and Honour : Yellowside 28[réf. nécessaire]

### Turquie
Un groupe néonazi a existé à Izmir en 1969, lorsqu'un groupe d'anciens membres de Parti national républicain et paysan (parti précurseur du Parti d'action nationaliste) a fondé l'association « Nasyonal Aktivitede Zinde İnkişaf » (Développement vigoureux dans l'activité nationale). Le club a maintenu deux unités de combat. Les membres portaient des uniformes SA et utilisaient le salut Hitler. L'un des dirigeants (Gündüz Kapancıoğlu) a été réintégré au Parti d'action nationaliste en 1975.
Aujourd'hui, en dehors des « Loups gris » néofascistes,,,,,, et du « Parti d'action nationaliste » ultranationaliste turc,,,,,, il existe en Turquie des organisations néonazies telles que le Parti nazi turc ou le Parti national-socialiste de Turquie, principalement basées sur Internet,,.

## Océanie
Proportionnellement à la population totale (20 millions d'habitants) et à la population de confession juive (100 000), l'antisémitisme et le néonazisme sont particulièrement virulents en Australie, avec plus de 400 attaques en 2003 et 2004 par les membres de Antipodean Resistance[réf. nécessaire].
Le groupe Antipodean Resistance créé en 2016 est l'un des groupes néonazis actifs.
En Nouvelle-Zélande, les organisations néonazies historiques comprennent l'Unit 88 (en) et le Parti national-socialiste de Nouvelle-Zélande (en). L'organisation nationaliste blanche le Front national néozélandais a été accusée d'être néonazie.

## Afrique

### Afrique du Sud

Emblème de l'AWB.

L'Afrikaner Weerstandsbeweging (AWB, français : Mouvement de résistance afrikaner) est un groupuscule d'extrême droite sud-africain prônant la suprématie blanche et la création de républiques boers (Volkstaat) au sein de l'Afrique du Sud.

## Utilisation comme faux drapeau
À la fin des années 1950, des attaques et déprédations sont commises par des services du renseignements du bloc de l'Est sous fausse bannière néonazi pour discréditer l'Allemagne de l’Ouest tel l'attentat visant le préfet français André-Marie Trémeaud à Strasbourg en mai 1957 et l'opération « croix gammée », une vague de vandalisme et profanation à travers l'Europe de l’Ouest, les Amériques et l'Australie fin décembre 1958.

## Propagande et IA
- Le 29 juillet 2024 une étude de l'Institute for Strategic Dialogue révèle que des comptes de Tik-Tok appartenant à des utilisateurs d'extrême-droite contourne les règles de modération du site et utilisent l'algorithme de Tik-Tok pour servir leurs intérêts, en l'occurrence la publication de discours d'Adolf Hitler[65] (extraits courts et répétitifs insérés entre des extraits de chansons, musique ou interviews people)
- Des vidéos d'Adolf Hitler générées par intelligence artificielle sur les réseaux sociaux sont vues plus de 50 millions de fois, les médias français s'en inquiètent en octobre 2024[66] venant également du réseau social TikTok[67]. Ces vidéos ciblent le « Juif » bouc émissaire, et visent à générer l'antisémitisme en usant de procédés du passé couplés aux nouveaux médias[67], Les services de sureté intérieure des pays soutenant l'invasion russe de l'Ukraine et en premier lieu Vladimir Poutine n'hésitant pas à assimiler Volodymyr Zelensky à un nazi, et son peuple de même, selon un discours que Léon Poliakov a démonté dans ses ouvrages, et dont il a exposé l'entière fausseté.

## Néonazis célèbres
- William Luther Pierce (1933-2002), scientifique américain.
- Otto-Ernst Remer (1912-1997), ancien officier de la Wehrmacht et ancien proche d'Adolf Hitler.
- George Lincoln Rockwell (1918-1967), homme politique américain.
- Dylann Roof (1994-), terroriste américain auteur de la fusillade de l'église de Charleston.
- Ian Stuart (1957-1993), chanteur anglais, leader de Skrewdriver.
- Joseph Tommasi (1951-1975), fondateur du Front de libération national-socialiste.
- Bill White (1977-), dirigeant du Parti National-Socialiste des travailleurs américains.
- Attila Hildmann (1981-), cuisinier allemand végan.
- Charles Manson (1934-2017), criminel américain, s'étant gravé au couteau une croix gammée sur le front.
- David Copeland, auteur d'une série d'attentats de 13 jours visant des Noirs, des Asiatiques, et des homosexuels à Londres.
- Marc de Cacqueray-Valmenier (1998-) hooligan français, chef des Zouaves Paris.

## Groupes armés néonazis
- Armée républicaine aryenne
- Cellule autonomiste et totalitaire Tiwaz 2882
- Combat 18
- Division Atomwaffen
- Groupe Wagner
- Nomad 88
- Parti national-socialiste souterrain
- Régiment Azov (controversé)

## Galerie

Drapeau du NSDAP puis du Troisième Reich.
Drapeau de guerre du Troisième Reich.
Drapeau de la SS, utilisé fréquemment par les néonazis.
La Croix celtique, utilisée par de nombreux extrémistes de droite antisioniste.
Croix celtique utilisée par les néonazis.
Drapeau de la République sociale italienne, plus utilisé par les néofascistes que par les néonazis.

## Filmographie
La trilogie de documentaires réalisés par Daniel Schweizer sur les extrémistes, les skinheads, les néonazis, le Ku Klux Klan et les fondamentalistes chrétiens racistes incluant Skin or Die (diffusé sur Arte en 1998), Skinhead Attitude (diffusé sur Arte en 2003) et White Terror, (diffusé sur Arte en 2005).
D'autres films de ce même type incluent :
- American History X. Un film de Tony Kaye sur la descente aux enfers d'un néonazi américain, puis sa tentative de sauver sa famille (notamment son frère) après être sorti de prison pour un double meurtre (avec Edward Norton).
- Danny Balint. Un film de Henry Bean qui retrace l'histoire d'un skinhead néonazi new-yorkais juif violemment antisémite. Face à ses contradictions il s'engage dans des actions violentes. Inexorablement sa religion le rattrape. (avec Ryan Gosling).
- This is England. Un film de Shane Meadows sortie en 2007. En 1983, Shaun, 12 ans, habite avec sa mère dans une ville côtière du nord de l'Angleterre. Garçon solitaire, il rencontre un groupe de skinheads locaux, avec qui il découvre le monde des fêtes, du premier amour et des bottes Dr Martens. Le ton change quand Combo, un skinhead raciste et plus âgé, sort de prison.
- Romper Stomper. Un film réalisé par Geoffrey Wright en 1992 avec l'acteur Russell Crowe, racontant l'histoire d'une bande de skinheads en prise avec des vietnamiens dans la ville de Melbourne en Australie.
- Skins (ou Skin Gang). Un film américain réalisé par Wings Hauser en 1994, dans lequel l'agression d'un homosexuel par un groupe de skinheads va entraîner une spirale de violence.
- Made in Britain. Un film réalisé par Alan Clarke en 1982 avec l'acteur Tim Roth, raconte l'histoire d'un jeune néonazi de 16 ans que les services sociaux tentent de remettre dans le droit chemin.
- Pariah (en). Un film américain réalisé par Randolph Kret en 1998 dans lequel le mari d'une jeune femme noire, qui s'est suicidée à la suite de son viol par une bande de skinheads, va infiltrer le groupe afin de se venger.
- The Infiltrator (en). Un téléfilm réalisé par John Mackenzie qui raconte l'infiltration d'un journaliste israélien parmi les Néo-nazis allemands.